# シネマJUMBO!
シネマJUMBO!（シネマジャンボ!）は、地方AM放送局で放送されていた10分 - 30分のラジオ番組である。かしわプロダクション制作。
ライターの伊藤さとりが、新旧の映画情報を紹介する。初代はDJのみんしるが担当していた。
いわゆる番販番組であり放送局によって放送尺が10分の局もあれば30分の局もある。また各々の放送局の都合により他の番組に差し替えられてしまうことも往々にしてある。
年末年始にネットされていない地域を中心に『A HAPPY NEW CINEMA～お正月映画大特集!～』（ア・ハッピー・ニュー・シネマ おしょうがつえいがだいとくしゅう!）とタイトルを変えて放送された。
2016年9月に終了した。

## 主なコーナー
- ニューシネマパラダイス
- ブロードキャストニュース
- フラッシュバックオールドシネマ

## ネット局

### 番組終了時（2016年9月時点）
- 福井放送 月曜 18:20 - 18:30
- 静岡放送 土曜 16:00 - 16:30
- 大分放送 日曜 9:15 - 9:30

### 過去のネット局
- 山形放送（2016年3月終了）
- 茨城放送（2015年3月終了）
- 新潟放送（2013年3月終了）
- 信越放送
- 山梨放送（2016年5月終了）
- 岐阜放送
- 山陽放送（2016年1月再終了）
- 南海放送（2014年12月終了）
- 長崎放送（2014年3月終了）

| スタブアイコン | サブスタブ | この項目は、まだ閲覧者の調べものの参照としては役立たない、ラジオ番組に関連した書きかけの項目です。この項目を加筆・訂正などしてくださる協力者を求めています（P:ラジオ/PJ:放送番組）。 |